# Maurus Oberascher
Maurus Oberascher (* 1628 in Aussee; † 15. Dezember 1697 im Kloster Mondsee) war ein österreichischer römisch-katholischer Theologe und Fürstabt von Mondsee.

## Leben
Oberaschers Ausbildung ebenso wie sein Eintritt in den Benediktinerorden uns seine Priesterweihe sind nicht bekannt. 1657 und 1658 hatte er an der Universität Salzburg eine Stelle als Professor der Philosophie inne. Anschließend wechselte er als Professor der Dogmatik an die Theologische Fakultät. Dieser stand er 1660/1661 sowie 1665/1666 als Dekan vor. Zwischen den beiden Dekanaten erlangte er wohl an der Sorbonne in Paris den Grad eines Dr. theol.
Oberascher verließ 1667 die Universität und wurde Pfarrer an der Pfarr- und Wallfahrtskirche von St. Wolfgang im Salzkammergut. Als solcher errichtete er dort einen Pfarrhof. Am 8. Oktober 1673 wurde er schließlich zum 70. Abt des Benediktinerstifts in Mondsee gewählt. In Mondsee bemühte er sich um eine Aufwertung der Ausbildung und Wissenschaft, außerdem ließ er in der Klosterkirche von Mondsee Seitenaltäre und die Kanzel errichten. In den von den süddeutschen und österreichischen Benediktinerklöster zusammengestellten Rat zur Leitung der Salzburger Universität wurde er insgesamt dreimal gewählt: 1688 und 1694 in der Position als Assistent und 1691 als Präses des Gremiums.
Oberascher machte sich auch um den Gebietsstand seines Stifts verdient. 1689 einigte er sich mit dem Fürsterzbischof von Salzburg Johann Ernst über den Grenzverlauf zwischen beiden Territorien.

## Werke (Auswahl)
- Rivi logici ex fonte Aristotelico deducti, Mayr, Salzburg, 1658.
- Principia et causae corporis naturalis, Mayr, 1659.
- Disputatio de actibus humanis, Mayr, Salzburg 1661.
- De peccatis, Mayr, Salzburg 1663.
- Ara coeli seu memoria mirabilium de augustissimo missae sacrificio speculative et practice concinnata, Mayr, Salzburg 1669.
- Tractatus duo speculativo-practici de sacramentis in genere et specie, Mayr, Salzburg 1676
- Continuatio Göttlicher Gnaden, So Durch die Fürbitt deß Heyligen Vatter Wolffgangi Bey seiner uralten, von Ihm selbst erbauten Capellen, zu St. Wolffgang in Aberseerischen Gebürg, Landts Oesterreich ob der Ennß, wunderthätig erzaigt worden. Von Anno 1654. biß 1683., Freyschmidt, Litz 1687.